# Giải thưởng Làn Sóng Xanh 2019
Theo như Đài Tiếng nói nhân dân Thành phố Hồ Chí Minh công bố kết quả giải thưởng Làn Sóng Xanh 2019 vào tối ngày 2 tháng 3 năm 2020. Nữ ca sĩ Hoàng Thùy Linh thiết lập kỉ lục tại giải thưởng này với chiến thắng ở 8 hạng mục của giải thưởng. 
Lễ trao giải bao gồm các hạng mục như sau: 
1. Top 10 bài hát được yêu thích: dành cho Nhạc sĩ có bài hát nằm trong bảng xếp hạng hằng tuần của Làn Sóng Xanh 2019. Giải này do khán giả bình chọn.
2. Ca khúc được yêu thích trên radio
3. Giải Bài hát hiện tượng: Ngoài yếu tố được yêu thích bài hát này còn tạo nên một xu hướng mới, trào lưu mới, hiện tượng mới trong năm. Giải thưởng này nhằm khích lệ các sáng tạo mới, có tính thẩm mỹ cao, không rập khuôn.
4. Ca khúc nhạc phim được yêu thích nhất
5. Ca sĩ đột phá
6. Sự kết hợp xuất sắc
7. Gương mặt mới xuất sắc: giải này dành cho các gương mặt bước ra từ các cuộc thi âm nhạc, hoặc những gương mặt hoàn toàn mới, có thể chưa có sản phẩm âm nhạc, hoặc chưa có bài hát vào top Làn Sóng Xanh, nhưng đã được giới chuyên môn và khán giả chú ý, đánh giá cao. Từ đề cử của khán giả sẽ chọn ra những gương mặt xuất sắc để Hội đồng chuyên môn bình chọn.
8. MV của năm
9. Ca khúc của năm: là những single có mặt trong BXH tuần của Làn Sóng Xanh 2019.
10. Giải Hòa âm phối khí
11. Nam/ Nữ ca sĩ của năm

Làn Sóng Xanh 2019 được bình chọn thông qua hình thức online với sự bình chọn của hội đồng chuyên môn lên đến gần 200 thành viên, bao gồm các nhà sản xuất, nhạc sĩ, ca sĩ, các đơn vị báo chí truyền thông cũng như đại diện các tổ chức trong lĩnh vực âm nhạc thông qua các đề cử mà các khán, thính giả đã gửi về cho Ban tổ chức giải thưởng. 

## Trao giải
Tối ngày 2 tháng 3 năm 2020, vì diễn biến đại dịch COVID-19 nên giải thưởng không thể tổ chức trực tiếp ban tổ chức giải thưởng Làn Sóng Xanh công bố và gửi kết quả đến cho các nghệ sĩ thắng giải và truyền thông. 
Nữ ca sĩ Hoàng Thùy Linh với những đột phá trong năm vừa qua, cô xuất sắc chiến thắng áp đảo 7 hạng mục mà cô được đề cử(ca khúc "Để Mị Nói Cho Mà Nghe", sản phẩm âm nhạc đã mang về chiến thắng ở các hạng mục: "Ca Khúc Của Năm", "Bài Hát Hiện Tượng", "Hòa Âm Phối Khí" (trao cho team DTAP), "MV Của Năm" (trao cho đạo diễn Nhu Đặng),  giải "Ca Sĩ Đột Phá", "Nữ Ca Sĩ Của Năm" cũng như "Sự Kết Hợp Xuất Sắc" (dành cho màn kết hợp với team DTAP)) và thêm 1 giải "Top 10 ca khúc được yêu thích nhất". Với tổng cộng 8 giải thưởng, Hoàng Thùy Linh thiết lập nên kỉ lục trong lịch sử giải thưởng. 
Giải "Nam ca sĩ của năm" thuộc về Rapper Đen Vâu và giải "Top 10 ca khúc được yêu thích".
Nhạc sĩ Phan Mạnh Quỳnh với ca khúc "Có chàng trai viết lên cây" dành chiến thắng ở hạng mục "Nhạc phim được yêu thích nhất"
Với những thành công trong năm vừa qua, Jack đã trở thành "Gương Mặt Mới Xuất Sắc". Bên cạnh đó, ca khúc "Sóng Gió" đạt được giải thưởng "Ca Khúc Được Yêu Thích Trên Radio" và "Top 10 ca khúc được yêu thích nhất". 
Tại giải Làn Sóng Xanh 2019, Nam ca sĩ Trúc Nhân xuất sắc thu về cho 5 đề cử nhưng không dành chiến thắng. Tuy nhiên, ca khúc "Sáng mắt chưa" đạt "Top 10 ca khúc được yêu thích". 

## Đề cử và chiến thắng
| Hạng mục                          | Vinh danh |
| --------------------------------- | --- |
| Top 10 ca khúc được yêu thích     | - Có chàng trai viết lên cây – Phan Mạnh Quỳnh - Hãy trao cho anh – Sơn Tùng M-TP - Mượn rượu tỏ tình – Tiên Cookie & Big Daddy – Big Daddy & Emily - Để Mị nói cho mà nghe – DTAP – Hoàng Thùy Linh - Đi đu đưa đi – Tiên Cookie & Phạm Thanh Hà – Bích Phương - Sáng mắt chưa – Mew Amazing – Trúc Nhân - Sóng gió – Jack - Anh nhà ở đâu thế - LyLy - AMEE - Bài này chill phết – Đen Vâu & Min - Đừng yêu nữa em mệt rồi – Nguyễn Phúc Thiện - Min |
| Ca khúc được yêu thích trên radio | - Sóng gió – Jack |

### Ca khúc nhạc phim được yêu thích nhất
| Ca sĩ                              | Nhạc sĩ                 | Tác phẩm                   | Nhạc phim          | Kết quả   | %     |
| ---------------------------------- | ----------------------- | -------------------------- | ------------------ | --------- | ----- |
| Mỹ Tâm                             | Khắc Hưng               | Nơi mình dừng chân         | Chị trợ lý của anh | Đề cử     | 8,9%  |
| Bùi Lan Hương                      | Phan Mạnh Quỳnh         | Ngày chưa giông bão        | Người bất tử       | Đề cử     | 13%   |
| Yong Anhh ft. Bé Nguyễn Minh Chiến | Thịnh Kainz - Kata Trần | Bài ca tôm cá              | Anh thầy ngôi sao  | Đề cử     | 2,4%  |
| Phan Mạnh Quỳnh                    | Phan Mạnh Quỳnh         | Từ đó                      | Mắt biếc           | Đề cử     | 9,8%  |
| Phan Mạnh Quỳnh                    | Phan Mạnh Quỳnh         | Có chàng trai viết lên cây | Mắt biếc           | Đoạt giải | 65,9% |

### Bài hát hiện tượng
| Ca sĩ               | Nhạc sĩ                 | Tác phẩm              | Kết quả   | %     |
| ------------------- | ----------------------- | --------------------- | --------- | ----- |
| Emily ft. Big Daddy | Big Daddy & Tiên Cookie | Mượn rượu tỏ tình     | Đề cử     | 5,6%  |
| Jack                | K-ICM                   | Sóng gió              | Đề cử     | 26,4% |
| Ngô Kiến Huy        | Nam Nam                 | Truyền thái y         | Đề cử     | 6,4%  |
| Hoàng Thùy Linh     | DTAP                    | Để mị nói cho mà nghe | Đoạt giải | 46,4% |
| Trúc Nhân           | Mew Amazing             | Sáng mắt chưa         | Đề cử     | 15,2% |

### Ca sĩ đột phá
| Ca sĩ           | Tác phẩm              | Kết quả   | %     |
| --------------- | --------------------- | --------- | ----- |
| Đen Vâu         | Bài này chill phết    | Đề cử     | 31,2% |
| Ngô Kiến Huy    | Truyền thái           | Đề cử     | 15,2% |
| Hoàng Thùy Linh | Để mị nói cho mà nghe | Đoạt giải | 42,4% |
| Trúc Nhân       | Sáng mắt chưa         | Đề cử     | 11,2% |

### Sự kết hợp xuất sắc
| Nhân vật đề cử           | Tác phẩm                          | Kết quả   | %     |
| ------------------------ | --------------------------------- | --------- | ----- |
| Jack & K-ICM             | Sóng gió                          | Đề cử     | 21,6% |
| Hoàng Thùy Linh & DTAP   | Để mị nói cho mà nghe             | Đoạt giải | 40,8% |
| Đen Vâu & MIN & Justatee | Vì yêu cứ đâm đầu                 | Đề cử     | 14,4% |
| DALAB & Tóc Tiên         | Nước mắt em lau bằng tình yêu mới | Đề cử     | 16,8% |
| Bùi Anh Tuấn & Hiền Hồ   | Cưới nhau đi                      | Đề cử     | 6,4%  |

### Gương mặt mới xuất sắc
| Ca sĩ     | Tác phẩm              | Kết quả   | %     |
| --------- | --------------------- | --------- | ----- |
| LyLy      | 24h                   | Đề cử     | 8,9%  |
| AMEE      | Anh nhà ở đâu thế     | Đề cử     | 35%   |
| Jack      | Sóng gió              | Đoạt giải | 41,5% |
| Thịnh Suy | Một đêm say           | Đề cử     | 4%    |
| Quân AP   | Ai là người thương em | Đề cử     | 10,6% |

### Hòa âm phối khí
| Ca sĩ            | Nhạc sĩ hòa âm | Tác phẩm                          | Kết quả   |
| ---------------- | -------------- | --------------------------------- | --------- |
| Hoàng Thùy Linh  | DTAP           | Để mị nói cho mà nghe             | Đoạt giải |
| Sơn Tùng M-TP    | Onnion         | Hãy trao cho anh                  | Đề cử     |
| Bích Phương      | Dương K        | Đi đi đưa đi                      | Đề cử     |
| Trúc Nhân        | TDK            | Sáng mắt chưa                     | Đề cử     |
| DALAB & Tóc Tiên | Tín Lê         | Nước mắt em lau bằng tình yêu mới | Đề cử     |

### Hạng mục chính dành cho ca sĩ
| Ca sĩ                  | Hạng mục         | Hạng mục | Hạng mục          | Hạng mục | Hạng mục        | Hạng mục | Hạng mục   |       | Tác phẩm đề cử             |
| Ca sĩ                  | Nữ ca sĩ của năm | %        | Nam ca sĩ của năm | %        | Ca khúc của năm | %        | MV của năm | %     | Tác phẩm đề cử             |
| ---------------------- | ---------------- | -------- | ----------------- | -------- | --------------- | -------- | ---------- | ----- | -------------------------- |
| Hoàng Thùy Linh        | Đoạt giải        | 86,4%    |                   |          | Đoạt giải       | 48%      | Đoạt giải  | 44%   | Để mị nói cho mà nghe      |
| Đen Vâu                |                  |          | Đoạt giải         | 50,4%    |                 |          |            |       |                            |
| Sơn Tùng M-TP          |                  |          | Đề cử             | 28,8%    | Đề cử           | 11,2%    | Đề cử      | 26,4% | Hãy trao cho anh           |
| Jack                   |                  |          | Đề cử             | 8%       | Đề cử           | 4,8%     |            |       | Sóng gió                   |
| Trúc Nhân              |                  |          | Đề cử             | 12,8%    |                 |          | Đề cử      | 7,2%  | Lớn rồi còn khóc nhè       |
| Phan Mạnh Quỳnh        |                  |          |                   |          | Đề cử           | 25,6%    |            |       | Có chàng trai viết lên cây |
| Bích Phương            | Đề cử            | 8%       |                   |          | Đề cử           | 10,4%    |            |       | Đi đu đưa đi               |
| MIN                    | Đề cử            | 8%       |                   |          |                 |          |            |       |                            |
| Vũ Cát Tường           | Đề cử            | 5,6%     |                   |          |                 |          |            |       |                            |
| Nguyễn Trần Trung Quân |                  |          |                   |          |                 |          | Đề cử      | 16%   | Tự tâm                     |
| Noo Phước Thịnh        |                  |          |                   |          |                 |          | Đề cử      | 6,4%  | I'm still loving you       |